# Élelmiszeripar
Az élelmiszeripar elsősorban a feldolgozóipar alága, mely a gazdasági tevékenységek egységes ágazati osztályozási rendszere alapján – figyelembe véve a hagyományokat és az újabb követelményeket – az emberi vagy állati felhasználású élelmiszerek és italok, illetve dohánytermékek és számos, élelmiszernek közvetlenül nem minősülő köztes termék üzemi előállításával foglalkozik. 

## Jellemzői
Alapanyagai főként a mezőgazdaság és a halgazdálkodás termékei. Tizenegy alágazata van. 2014-ben a nemzetgazdaság második legjelentősebb feldolgozói alága volt. Az Európai Unióban az iparágak kapcsolati rendszere a Magyarországon kialakult gyakorlattól némiképp eltérő, így már a csatlakozás előtt, 1994-től megindult egy átalakulási folyamat. 
Az Uniós rendszert 2007 után a termékek tevékenység szerinti, új statisztikai osztályozása (CPA: Classification of Products by Activity, magyarul TESZOR: termékek tevékenység szerinti osztályozása) foglalja magába. Magyarországi megfelelője a TEÁOR. E szerint – 2009. óta – az „élelmiszeripar” a hazai nemzetgazdasági ágakon belül a „CA” (feldolgozóipari, illetve mezőgazdaság-, erdőgazdálkodás-, halászati aggregátumok) ágazatcsoportban, elsősorban az Élelmiszergyártás (benne feldolgozás, tartósítás, gyártás), Italgyártás és Dohánytermék gyártása alatt jelenik meg.
Az egyik legősibb ipar az emberiség történetében, a legrégebbi élelmiszeri iparág a malomipar. Az élelmiszeripar sokáig háziipar-jellegű volt, majd kisipari jelleget öltött. A tömeggyártás bevezetésével az élelmiszeripar is rohamos fejlődésnek indult, nagyipari jelleget kapott. A technológia és az egészségtudatosság előrehaladtával megjelentek a különböző szervezetek által felállított szabványok is mind az elkészült élelmiszerekre, mind a gyártási folyamatban használt eszközökre és berendezésekre vonatkozóan.

## Története

### A mezőgazdasági forradalom
A mezőgazdasági forradalomnak azokat a változásokat szokás nevezni, amelyek a 18. században az agrárgazdaság termésmennyiségeinek jelentős növekedését eredményezték. Azonban ez a forradalom inkább sok apró változtatás (technikai, technológiai újítás) együttes hatásának tudható be, mint a mezőgazdálkodási technikák gyökeres megváltozásának. Az elnevezés tehát inkább e változások népességszámra való kihatását tükrözi, a forradalmi változások ugyanis ezen a téren következtek inkább be. A preindusztriális korszak népességnövekedését ugyanis a legtöbb esetben az élelmiszertermelés korlátozott lehetőségei határolták be, ez a korlát szűnt meg, vagy legalábbis emelkedett meg jelentősen a korábbiakhoz képest. Mivel a korszakban az élelmiszertermelés drasztikusan megnövekedett, lehetővé vált az európai népességszám, és ezen keresztül a városodás mértékének növekedése is, amely végső soron megteremtette azt a népességfelesleget, amelyre aztán az ipari forradalom támaszkodhatott a nyugati társadalmakban.

### Az ipari forradalom
A bekerítések és a brit mezőgazdasági forradalom hatékonyabbá és kevésbé munkaerő-igényessé tették az élelemtermelést, és a népességnek az a része, amely már nem tudott munkát találni a mezőgazdaságban, a városokba kényszerült, hogy az újonnan épült gyárakban keressen munkát. A tömeges városba költözés alacsony életszínvonallal járt: hosszú munkanapok a hagyományos mezőgazdasági szünetek nélkül (nyári aszály vagy télvíz idején).

### A második ipari forradalom
A mezőgazdaságban piacorientált termelés alakult ki. A farmergazdálkodás (USA), a tőkés bérleti rendszer, a szabad paraszti gazdálkodás alakult ki Európa nyugati részén, míg keleten a poroszutas agrárfejlődés jellemző (nagybirtok túlsúlya). A gépek megjelentek a földeken is. A század közepén már kitűnő cséplőgépek álltak rendelkezésre. A 20. század eleje pedig meghozta az univerzális erőgépet, a hernyótalpas, robbanómotoros traktort. A vegyipar sikerei lehetővé tették a műtrágya felhasználását. A mezőgazdasági technika változásai éppen az ipari országokat, elsősorban az Egyesült Államokat jellemezték.

## Ágazatok

### Malomipar
A malomipar főként különböző gabonafélék lisztté őrlésével foglalkozik.

### Sütő- és tésztaipar
A sütő- és tésztaipar főként pékáruk, illetve tészta készítésével és sütésével foglalkozik.

### Cukoripar
A növényi alapanyagokból cukrot állít elő.
Előállítása: először a cukorrépát megtisztítják és feldarabolják. Ebből forró vízzel oldják ki a cukrot. A nyers cukorlevet tisztítják, majd tisztított oldatból bepárlással nyerik ki a kristályos cukrot.

### Növényolajipar
Az élelmiszeripar azon része, mely az étolajnak szánt növények feldolgozásával foglalkozik.

### Húsipar
Az állattenyésztésre épülő élelmiszer-feldolgozás gyártási folyamata.

### Baromfiipar
Kifejezetten a szárnyas állatokra specializálódott élelmiszeripar.

### Tejipar
A tejipar tejből készült termékek készítésével és feldolgozásával foglalkozik.

### Konzervipar
Az élelmiszeripar azon része, mely a már iparilag emberi fogyasztásra alkalmas és kereskedelmi célokra szánt ételt, italt és egyéb fűszereket szállításra alkalmassá teszi, tehát becsomagolja.

### Hűtőipar
Mirelit élelmiszernek szánt ételek elkészítésével foglalkozik.

### Szeszipar
Alkoholos termékek elkészítésével, becsomagolásával és elszállítására való alkalmassá tételével foglalkozik.
A szeszes italok előállítása élesztőgombák erjesztő tevékenysége révén lejátszódó kémiai reakció. Az alkoholos erjedés során az élesztőgombák a szőlőcukrot oxigénmentes körülmények között etil-alkohollá és szén-dioxiddá alakítják.

### Boripar
Kifejezetten a bor palackozására specializálódott szeszipari részleg.
A bort jellemzően szőlőből készítik.

### Söripar
Sörkészítéssel foglalkozik.
A sört árpából és komlóból állítják elő.